# Уильям
Уи́льям (Ви́льям, англ. William) — распространённое английское имя. Уменьшительные формы — Билл (англ. Bill), Билли (англ. Billy), Вилли (англ. Willie, Willy), Уилл (англ. Will).
Имя Уильям имеет германское происхождение, происходит от имени Вильгельм (нем. Wilhelm, норв. Wilhjalmr со значением wil — воля, судьба и helm — шлем, защита).
В Англию имя проникло с нормандским завоеванием в XI веке, это имя носил первый норманский король Англии Вильгельм Завоеватель.
В наше время имя Уильям — одно из самых популярных в англоязычных странах. По переписи 1990 года, в США имя Уильям занимает пятое место по распространённости (2,45 % или 3 миллиона человек), образованную от имени фамилию Уильямс носят 0,69 % населения (1,747 млн человек).